# Ісламська Держава Афганістан
Ісламська Держава Афганістан назва держави Афганістан після падіння комуністичного режиму, Республіки Афганістан, в 1992 році. У 1996 році країна була перейменована талібами в Ісламський Емірат Афганістан, після захоплення контролю над більшістю терену країни. Об'єднаний фронт (Об'єднаний ісламський фронт порятунку Афганістану, ПІФ), відомий на Заході як афганський Північний альянс, створив Ісламську Державу Афганістан в тому ж році. Це був законний представник Афганістану в ООН до 2001 року, коли Афганістан перейменували у Ісламську Республіку Афганістан.